# Euphrosyne Parepa-Rosa
Euphrosyne Parepa-Rosa (Edimburgo, 7 maggio 1836 – Londra, 21 gennaio 1874) è stata un soprano britannico che fondò la Carl Rosa Opera Company assieme al suo secondo marito Carl Rosa. I suoi meriti vennero riconosciuti dalla Royal Philharmonic Society con il premio della loro rara medaglia d'oro nel 1872.

## Biografia
Era figlia del soprano Elizabeth Sequinn (sorella del basso Arthur Edward Seguin) e del boiardo Demetrius Parepa, Barone Georgiades de Boyescu di Bucarest. Suo padre morì quando lei era un'infante, lasciando la giovane moglie in stato di povertà. Sua madre dovette tornare sulle scene per mantenere se stessa e la figlia, alla quale fece studiare canto.
Debuttò, all'età di sedici anni, a Malta nel ruolo di Amina in La sonnambula, seguito da scritture a Napoli, Genova, Roma, Firenze, Madrid e Lisbona. Cantò al Lyceum Theatre di Londra nella stagione 1857 (l'anno successivo al rogo che distrusse il Royal Opera House al Covent Garden), e fra il 1859 ed il 1865 cantò sia al Covent Garden che al His Majesty's Theatre. In questo periodo, partecipò a due prime esecuzioni, creando il ruolo di protagonista in Victorine di Alfred Mellon il 19 dicembre 1859, e quello di Mabel in Helvellyn di George Alexander Macfarren il 5 novembre 1864. Cantò con Charles Santley all'inaugurazione dell'Oxford Music Hall nel 1861. Fu anche interprete di oratorio e concerti solistici, in costante richiesta in Gran Bretagna, e partecipò alla riscoperta, nel XIX secolo, delle musiche di George Frideric Handel.
Il suo primo marito, il capitano dell'esercito H. de Wolfe Carvelle, morì nel 1865, sedici mesi dopo il loro matrimonio.  Nel 1866 antò per la Royal Philharmonic Society in Paradise and the Peri di Robert Schumann. Iniziò quindi una tournée negli Stati Uniti con il cornettista Levy ed il violinista Carl Rosa. Quest'ultimo divenne il suo secondo marito a New York City nel 1867. Assieme fondarono presto la  Parepa-Rosa English Opera Company, che divenne subito molto popolare e portò l'opera in giro per gli Stati Uniti, in località che non avevano mai visto questo genere di spettacolo. Aprirono il French Theatre on Fourteenth Street a New York City nel settembre 1869 con una rappresentazione di The Puritan's Daughter di Bale, con Parepa nel ruolo della protagonista. Nei tour successivi, negli stati dell'Est americano e del Midwest, il repertorio comprendeva The Bohemian Girl, Maritana, Der Freischütz e Oberon.
Nel 1870, la Parepa-Rosa Opera Company tornò in Gran Bretagna e fece una rappresentazione a Il Cairo, seguita poi da un ritorno negli Stati Uniti nel 1871 seguito dal ritorno in Europa l'anno seguente. Nel settembre 1873 la compagnia cambiò il suo nome in Carl Rosa's English Opera, visto che Parepa era in attesa di un figlio.
Parepa-Rosa morì dando alla luce il suo primo figlio a Londra all'età di trentasette anni, mentre stava preparando la versione in lingua inglese di Lohengrin di Richard Wagner. Carl Rosa istituì la borsa di studio intitolata a Parepa-Rosa, presso la Royal Academy of Music, in sua memoria.
William Winter scrisse: "Grandi potenze vocali hanno raramente trovato così ampia e toccante espressione come Parepa-Rosa ha fatto nel primo atto della Norma. ... uno dei suoi maggiori successi è stato il ruolo di Rosina ne Il barbiere di Siviglia... per indicare la versatilità del suo talento e la portata e la completezza della sua cultura."  Rosenthal commenta nel suo articolo del 1980 su Grove che la sua voce si estendeva per oltre due ottave e mezza dal Re'', e che era ritenuta più adatta a cantare nell'oratorio che nell'opera.